# 相沢久
相沢 久（あいざわ ひさし、1915年 - ）は、日本の政治学者。
宮城県生まれ。東京帝国大学法学部卒。福島大学助教授、1964年から1965年、1970年から1971年にかけての2度、西ドイツ・ケルン大学に学ぶ。アテネオ・デ・マニラ大学 (Ateneo de Manila University) 客員教授、上智大学法学部教授、法学部長。文化庁宗教法人審議会委員。
1962年　東北大学 法学博士 「政教分離・信教の自由の研究」  

## 著書
- 現代国家における宗教と政治 勁草書房、1966.
- 日本人論のために　潮新書、1976
- 国家と宗教 第三文明社、1977.10. レグルス文庫
- ジプシー 漂泊の魂 1980.6. 講談社現代新書

## 翻訳
- 人間進歩の倫理 ヂュゼッペ・マッチイニ 近藤書店、1950. 知識人叢書
- 政治書簡集 ウエーバー 未来社、1956. 社会科学ゼミナール
- 組織論 ルカーチ 未来社、1958. 社会科学ゼミナール
- ジプシーの魅力 マルチン・ブロック 養神書院、1966.
- ジプシー さすらう東洋の民 M.ブロック 第三文明社、1978.4. レグルス文庫

## 参考
- 「ジプシー　漂泊の魂」著者紹介